# 尉迟运
尉迟运（539年—579年4月6日），字乌戈拨，代人，河南郡洛阳县（今河南省洛阳市东）人，北周大司空、吴武公尉迟纲庶长子，西魏、北周官员。

## 生平
尉迟运年少时就精明干练，立志要立下功劳。大统十六年（550年），尉迟运因为父亲尉迟纲的功勋封安喜县侯，食邑一千户。周孝闵帝登基后，尉迟运加使持节、车骑大将军、仪同三司、大都督。不久，周孝闵帝被废，朝廷商议尊立宇文毓为帝，于是命令尉迟运到岐州迎接宇文毓回朝。尉迟运因为参与拥立周明帝的功勋，进爵周城县公，增加食邑五百户。保定二年（562年），尉迟运进位使持节、骠骑大将军、开府仪同三司、大都督。保定三年（563年），尉迟运跟随杨忠进攻北齐的并州，以军功别封其第二子尉迟端为保城县侯，食邑一千户。保定四年（564年），尉迟运出任陇州诸军事、陇州刺史。陇州地处汧河、渭河，民俗难治。尉迟运用心抚纳，被当时的人所称赞。保定五年（565年），尉迟运回朝出任右小右武伯，很快转任右大武伯。保定六年（566年），尉迟运加军司马，右大武伯如故。尉迟运任职身兼文武，深受重用。北齐斛律光侵犯汾水以北，尉迟运跟随齐国公宇文宪抵御，攻克敌人的伏龙城，进爵广业郡公，增加食邑八百户，总计两千八百户。
建德元年（572年），尉迟运出任侍伯中大夫，转任右司卫。当时太子宇文赟在东宫，亲近阿谀逢迎之人，多次有罪过。周武帝宇文邕在朝臣中挑选忠信耿直的人匡正辅佐宇文赟，于是以尉迟运为右宫正。建德三年七月庚申（574年8月4日），周武帝前往云阳宫，又命令尉迟运以本官兼司武，与长孙览辅佐宇文赟留守京城。七月乙酉（574年8月29日），卫刺王宇文直作乱，率领党羽袭击肃章门。长孙览畏惧，前往周武帝所在之地。尉迟运当时就在肃章门，宇文直的士兵突然来袭，尉迟运来不及命令属下，亲手关闭宫门。宇文直的部众与尉迟运争夺宫门，砍伤尉迟运的手指，最终宫门还是被关上。宇文直进不了门，就纵火烧门。尉迟运害怕火灭之后宇文直的党羽能进门，于是取宫中的木材和坐床等投入火中加大火势，又用膏油灌入火中，火势更盛。宇文直很长时间都进不了宫门，于是退去。尉迟运率领留守的士兵，趁宇文直撤退追击，宇文直大败而逃。七月连绵大雨三旬，就在尉迟运击败宇文直的这一天雨停。当日没有尉迟运，宫中就被叛党攻占了。周武帝嘉奖尉迟运，以尉迟运加使持节、大将军、大都督，其余官职如故，赐给他以宇文直的田宅、妓乐、金帛、车马和其他东西，赏赐物品不可计数。
建德五年（576年），尉迟运出任同州、蒲津、潼关、杨氏壁、龙门、涹头六防诸军事、同州刺史。周武帝将要讨伐北齐，征召尉迟运参与商议。周武帝东征北齐时，尉迟迥率领禁卫军作为全军最后的防守部队。齐后主高纬支援晋州，尉迟迥乘坐驿马回到京城，向周武帝当面陈述战略，于是周武帝再度率军前往晋州。尉迟运又在齐王宇文宪的指挥下与柱国越王宇文盛，开府宇文神举等人率领一万轻装骑兵趁夜赶到晋州。关东被平定，尉迟运出了大力，升任柱国，建德五年十二月丙寅（577年1月26日），尉迟运进爵卢国公，食邑三千户，原爵位广业郡公转授给一个儿子。宣政元年（578年），尉迟运转任司武上大夫 ，总管宿卫军事。周武帝将要北伐突厥，在云阳宫去世，秘不发丧，尉迟运和薛国公长孙览接受遗诏，率领卫兵回到京城。
周宣帝即位，尉迟运于宣政元年闰六月辛巳（578年8月4日）加上柱国。尉迟运任宫正时，数次向周宣帝进谏。周宣帝不接纳，反而对尉迟运疏远猜忌。当时尉迟运又与王轨、宇文孝伯等人都受到周武帝的亲近，王轨经常将宇文赟的过失告诉周武帝。周宣帝认为尉迟运也参与其事，更加记恨尉迟运。等到王轨被诛杀，尉迟运害怕大祸将要来临，私下对宇文孝伯说：“我们必定不能免祸，怎么办？”宇文孝伯说：“现在堂上有老母，地下有周武帝，为臣为子，知道要到哪里。而且委质事人，本应为名和义献身，劝谏不入，将到哪里逃死。你如果为身家性命着想，应该远远离开朝堂。”从此宇文孝伯和尉迟迥各行其志。不久，尉迟运出任秦渭成康文武六州诸军事、秦州总管。然而尉迟运到了秦州，还是十分担心不能免祸。大成元年二月廿四日（579年4月6日），尉迟运忧惧在秦州去世，虚岁四十一。朝廷赠予大后丞、秦渭河鄯成洮文等七州诸军事、秦州刺史，谥号中，儿子尉迟靖继承爵位，同年十月十四日（579年11月18日）归葬于咸阳郡泾阳县洪渎乡永贵里。

## 家庭

### 始祖
- 尉迟吐利，尉迟国君，随追尊魏圣武帝拓跋诘汾南迁，以国命氏[1]

### 祖父母
- 尉迟俟兜，追赠使持节、太傅、柱国大将军、长乐定公[1]
- 昌乐长穆公主，追尊周文帝宇文泰姐姐[1]

### 父亲
- 尉迟纲，北周使持节、太傅、柱国大将军、大司空、吴武公[1]

### 兄弟姐妹
- 尉迟勤，北周大将军、青州总管、成平郡公
- 尉迟安，隋朝柱国、鸿胪卿、左卫大将军、吴国公
- 尉迟敬，北周仪同三司
- 尉氏，嫁北周开府、车骑大将军、陈留郡公杨整
- 尉迟氏，嫁唐朝金紫光禄大夫、少府监、宗正卿、兵部尚书、上柱国、临川孝公李德懋

### 夫人
- 贺拔毗沙，肆州刺史、龙城伯贺拔度孙女，太师、太宰、琅琊献公贺拔胜之女，保定三年（563年）封宜州宜君郡君，建德三年（574年）封广业国夫人，宣政元年（578年）封卢国夫人，隋朝建立后封卢国太夫人，开皇十九年七月一日（599年7月28日）在住宅中去世，虚岁五十八，仁寿元年岁次辛酉十月辛亥朔廿三日癸酉（601年11月23日）与尉迟运合葬于雍州泾阳县奉贤乡静民里[1][27]

### 子女
- 尉迟靖，隋朝洪夏二州总管、卢国公
- 尉迟端，北周保城县侯
- 尉琼仁，嫁司马氏[28]